# ویتبورن، هرفوردشر
ویتبورن (به انگلیسی: Whitbourne) یک روستا و محله مدنی در بریتانیا است که در هرفوردشر واقع شده‌است. ویتبورن ۷۹۹ نفر جمعیت دارد.